# 羅傑·馬奇
羅傑·加斯東·路易·馬奇（法語：Roger Gaston Louis Marche；1924年3月5日—1997年11月1日）是一名法國前足球運動員，司職左後衛。馬奇作為法國國家隊的成員參與1954年和1958年世界盃決賽週。由於他來自的地區，他被暱稱為“阿登的野豬”。

## 球員生涯
馬奇出生於阿登的维莱-瑟默斯，是法甲出場次數最多的球員之一，曾為蘭斯和巴黎競技出場542場比賽。
馬奇在1947年至1959年期間是法國國家隊的成員，並以63場國際賽成為法國有史以來出場次數最多的球員，超過艾蒂安·馬特勒在1940年創下的46場國際賽記錄。馬奇一直保持著這一紀錄，直到1983年，當時同樣是後衛的馬里烏斯·車素憑藉他的第64次出場創造新的記錄。此後有幾名球員超過此紀錄。馬奇也是法國最年長的射手，於35歲零287天入球，直到奧利華·基奧特在2022年9月22日打破他的記錄。
馬奇於1997年在沙勒維爾-梅濟耶爾去世。

## 榮譽
蘭斯
- 法甲：1948–49、1952–53[2]；亞軍：1946–47、1953–54
- 法國盃：1949–50[2]
- 法國超級盃：1949[2]
- 拉丁盃：1953[2]

法國
- 世界盃 (季軍): 1958

## 外部鏈接
- Roger Marche （页面存档备份，存于）於法國足球總會（法語）
- 法国足球协会上的 羅傑·馬奇 （法文） 存档于webarchive.org.
- Illustrated profile，存档于（存檔日期 2007-03-25）
- List of international appearances （页面存档备份，存于）